# Esbjerg Strand
Esbjerg Strand er et af de bærende og mest synlige projekter i Esbjerg Kommunes plan om "Den rekreative havn". Projektet indebar udvikling af den nordlige del af Esbjerg Havn, som indtil  gennemførelsen var præget af tung industri såsom fiskeforarbejdning og skibsværfter, til at være et bynært rekreativt område. Esbjerg Strand gav plads til domicilbyggeri til højt profilerede virksomheder, samt lystbådehavn og fritidsrelaterede havneaktiviteter som ro- og kajak-klubber som er blevet flyttet til nye faciliteter i dette område.

## Områder
- Esbjerg Brygge
- Havneøen og Lagunen
- Klitlandskabet

På det allerede eksisterende landområde ved Molevej, der kaldes Esbjerg Brygge, blev gjort plads til domicilbyggeri. I havet nord herfor etableredes en kunstig ø og et dige, kaldet henholdsvis Havneøen og Klitlandskabet. Diget er cirkelformet og omkranser øen, med lystbådehavnen i centrum, og danner et roligt havneområde kaldet Lagunen. Nordsiden af diget har et kunstig anlagt klitlandskab ud mod havet og skulpturen Mennesket ved havet.

## Udviklingsetaper
Udviklingen af området blev fra kommunens side opdelt i 3 etaper.
- Etape 0: Bryggen forberedt til domiciler
- Etape 1: Dige, havneø og lystbådehavn anlægges
- Etape 2: Ydermole, klitlandskab, strand anlægges

Pr. juni 2016 var etape 0 afsluttet, et domicil opført til Semco Maritime og yderligere er under opførelse, mens igangsættelsen af etape 1 afventedes.
Etape 1 med samlet areal på 300000 m2 med ubebygget havneø på 60000 m2, lagune og dæmning påbegyndtes i juli 2017 og stod færdig i 2019 til en pris af 216 mio. kr.
I april 2021 vedtog Esbjerg Kommune at lade uddannelsesorganisationen Education Esbjerg forestå arbejdet med at videreudvikle byggeriet på øen, med intentionen om at lade Bjarke Ingels Group udarbejde en masterplan indeholdende faciliteter til videregående uddannelser.
I august 2022 blev et skitseprojekt fremlagt som indebar opførelsen af en 1 km lang bygning langs øens kant. Bygninen opføres i samarbejde med AP Ejendomme og Education Esbjergs E.1-uddannelseskoncept skal anvende de 30000 m2 af samlet 100000 m2 etagemeter, hvoraf de øvrige udgør 44000 m2 boliger og 16000 m2 erhverv.

I november 2023 kom det dog frem at der er usikkerhed om øens evne til at bære et sådant byggeri, og at Ankestyrelsen endnu ikke har godkendt etableringen af det arealudviklingsselskab der skal forestår byggeriet på vegne af Esbjerg Kommune og AP Ejendomme.

## Rekreative faciliteter
I november 2019 annoncerede Esbjerg Kommune at et stort rekreativt center der skal samle foreninger med tilknytning til havnen skulle opføres på havneøen. Centret, der oprindeligt blev benævnt Lanternen, åbnede i janaur 2023 som Maritimt Center, og fungerer også som samlingspunkt og servicecenter for besøgende sejlere i Esbjerg Lystbådehavn.
I juni 2022 besluttede Esbjerg Kommune at finansiere første fase af et vandsportsområde kaldet Aqtiv i lagunen omkring Havneøen, dette åbnede i sensommeren 2023.
I november 2023 annonceredes at der var givet tilsagn om over 15 mio. kr i fondsmidler til at realisere de fulde visioner for Aqtiv, og området forventes dermed væsentligt udvidet over de kommende år med bl.a. kabelbane, kano/kajakbaner, polo- og svømme-baner.

## Eksterne Henvisninger
- Wikimedia Commons har flere filer relateret til Esbjerg Strand
- Esbjerg kommunes hjemmeside om facilliteter på Esbjerg Strand
- Esbjerg kommunes projekthjemmeside Arkiveret 20. december 2023 hos  Wayback Machine
- Esbjerg Kommunes hjemmeside om vandeksperimentariet Aqtiv